# Черкутинский торговый тракт
Черкутинский торговый тракт — проходил из города Покров Покровского уезда Владимирской губернии в город Юрьев. 
Владимирский тракт был связан с соседним Стромынским трактом большаками и просёлками, тем более что расстояния между этими двумя дорогами были довольно незначительны на всем протяжении Стромынского тракта. Одной из основных «перемычек» был Черкутинский торговый тракт.
На тракте располагались следующие населённые пункты: село Новоспасское (11 вёрст от города Покров, на речке Слизихе), деревня Жары (11 вёрст от города Покров), село Воспушка (22 вёрст от города Покров, при речке Воспушке), сельцо Рождество (25 вёрст от города Покров, при реке Липне), сельцо Калинино (28 вёрст от города Покров на реке Пекша), сельцо Митино (29 вёрст от города Покров на реке Пекша), деревня Новино (Крутой Враг) (35 вёрст от города Покров на реке Пекша).